# Iran na Zimowych Igrzyskach Olimpijskich 1976
Iran na Zimowych Igrzyskach Olimpijskich 1976 reprezentowało 4 zawodników.
Chorążym ekipy był Lotfollah Kia Shemshaki.

## Narciarstwo alpejskie
Zjazd
- Ghorban Ali Kalhor - 55 miejsce
- Mohammad Hadj Kia Shemshaki - 56 miejsce
- Akbar Kalili - 58 miejsce
- Mohammad Kalhor -  zdyskwalifikowany

Slalom gigant:
- Ghorban Ali Kalhor - 47 miejsce, 4:08.95
- Mohammad Kalhor -  nie ukończył
- Mohammad Hadj Kia Shemshaki -  nie ukończył
- Akbar Kalili - zdyskwalifikowany

Slalom:
- Ghorban Ali Kalhor -  nie ukończył
- Mohammad Kalhor -  nie ukończył
- Mohammad Hadj Kia Shemshaki -  zdyskwalifikowany
- Akbar Kalili -  zdyskwalifikowany